# ルーキー・オブ・ザ・イヤー (NFL)
NFLルーキー・オブ・ザ・イヤーまたはNFL最優秀新人選手賞（エヌエフエルさいゆうしゅうしんじんせんしゅしょう、英語: National Football League Rookie of the Year Award、略称: ROTY）は、NFL（ナショナル・フットボール・リーグ）において、その年のシーズンで最も活躍した新人選手に贈られる賞。1967年以来、毎年AP通信によってオフェンス（攻撃）、ディフェンス（守備）から共に1人ずつ選出されている。この他にも、NFLはThe Sporting News, Pro Football Weekly, スポーツイラストレイテッド, ペプシ等の媒体でルーキー・オブ・ザ・イヤーが発表されているが、この内、AP通信とペプシの賞はNFLの年間授賞式であるNFLオナーズにて発表されており、公式な賞として扱われている。日本語では、プロ野球に倣って「新人王」と呼ばれることもある。

## NFL最優秀新人選手賞一覧
AP通信NFL最優秀新人選手賞の攻守2部門、ペプシNFL最優秀新人選手賞がNFLの年間授賞式である「NFLオナーズ」で発表・表彰されている。
| 名称                                                                        | 主催                                         | 期間            | 備考                      |
| --------------------------------------------------------------------------- | -------------------------------------------- | --------------- | ------------------------- |
| AP通信NFL最優秀新人選手賞                                                   | AP通信                                       | 1957年 - 現在   | 攻守それぞれ1選手選出     |
| ペプシNFL最優秀新人選手賞                                                   | NFL                                          | 2002年 - 現在   | ファン投票により1選手選出 |
| プロフットボール・ウィークリー/ プロフットボール記者協会NFL最優秀新人選手賞 | プロフットボール記者協会 (PFWA)              | 1969年 - 現在   |                           |
| スポーティングニュースNFL最優秀新人選手賞                                   | スポーティングニュース                       | 1955年 - 現在   |                           |
| UPI通信社NFL最優秀新人選手賞                                                | UPI通信社                                    | 1955年 - 1996年 |                           |
| ニュースペーパー・エンタープライズ協会 NFL最優秀新人選手賞                  | ニュースペーパー・エンタープライズ協会 (NEA) | 1964年 - 1996年 |                           |

- 太字は現在も表彰している賞

## ペプシNFL最優秀新人選手賞
ペプシNFL最優秀新人選手賞（Pepsi NFL ROTY Award）は、2002年から毎年、NFL公式サイトのオンライン投票でファンによって選ばれたトップルーキーが選出される、事実上のファン投票である。
| 年度 | 選手                       | チーム                       | ポジション |
| ---- | -------------------------- | ---------------------------- | ---------- |
| 2002 | ジェレミー・ショッキー     | ニューヨーク・ジャイアンツ   | TE         |
| 2003 | ドマニック・デービス       | ヒューストン・テキサンズ     | RB         |
| 2004 | ベン・ロスリスバーガー     | ピッツバーグ・スティーラーズ | QB         |
| 2005 | キャデラック・ウィリアムス | タンパベイ・バッカニアーズ   | RB         |
| 2006 | ヴィンス・ヤング           | テネシー・タイタンズ         | QB         |
| 2007 | エイドリアン・ピーターソン | ミネソタ・バイキングス       | RB         |
| 2008 | ジョー・フラッコ           | ボルチモア・レイブンズ       | QB         |
| 2009 | パーシー・ハービン         | ミネソタ・バイキングス       | WR         |
| 2010 | エンダムカン・スー         | デトロイト・ライオンズ       | DT         |
| 2011 | キャム・ニュートン         | カロライナ・パンサーズ       | QB         |
| 2012 | ラッセル・ウィルソン       | シアトル・シーホークス       | QB         |
| 2013 | キーナン・アレン           | サンディエゴ・チャージャーズ | WR         |
| 2014 | テディ・ブリッジウォーター | ミネソタ・バイキングス       | QB         |
| 2015 | ジェイミス・ウィンストン   | タンパベイ・バッカニアーズ   | QB         |
| 2016 | ダック・プレスコット       | ダラス・カウボーイズ         | QB         |
| 2017 | アルビン・カマラ           | ニューオーリンズ・セインツ   | RB         |
| 2018 | セイクワン・バークリー     | ニューヨーク・ジャイアンツ   | RB         |
| 2019 | ニック・ボーサ             | サンフランシスコ・49ers      | DE         |
| 2020 | ジャスティン・ハーバート   | ロサンゼルス・チャージャーズ | QB         |
| 2021 | ジャマール・チェイス       | シンシナティ・ベンガルズ     | WR         |
| 2022 | エイダン・ハッチンソン     | デトロイト・ライオンズ       | DE         |
| 2023 | C・J・ストラウド           | ヒューストン・テキサンズ     | QB         |
| 2024 | ジェイデン・ダニエルズ     | ワシントン・コマンダース     | QB         |